# 清流镇 (成都市)
清流镇，是中华人民共和国四川省成都市新都区下辖的一个乡镇级行政单位。

## 行政区划
清流镇下辖以下地区：
顺河社区、均田社区、黄龙村、广泉村、翠云村、三尺村、飞石村、九龙村、同义村、水梨村、界牌村和柳泉村。